# Yahya ibn Abd-Al·lah
Yahya ibn Abd-Al·lah al-Mahd ibn al-Hàssan al-Muthanna ibn al-Hàssan as-Sibt ibn Alí ibn Abi-Tàlib al-Haiximí al-Quraixí (àrab: يحيى بن عبد الله المحض بن الحسن المثنى بن الحسن السبط بن علي بن أبي طالب الهاشمي القرشي, Yaḥyà b. ʿAbd Allāh al-Maḥḍ b. al-Ḥasan al-Muṯannà b. al-Ḥasan as-Sibṭ b. ʿAlī b. Abī Ṭālib al-Hāximī al-Quraxī), més conegut senzillament com Yahya ibn Abd-Al·lah (c. 745/746-803), fou un alida de Medina, iman zaydita al Daylam. Va ser educat per l'imam xiïta imamita Jàfar as-Sàdiq.
Va participar en la revolta del hasanita Sahib Fakkh a Medina el 786, que va fracassar i es va refugiar junt amb el seu germà Idris (després Idris I del Marroc) i altres amb un membre del clan dels Khuzaa que els va ajudar a fugir en vaixell a Abissínia. Un temps després van retornar i van reunir un grup de fidels prop de la Meca; es va decidir que Idris aniria al Magreb en busca de suport i Yahya aniria al Iemen. Sembla que Yahya va estar al Iemen, Alta Mesopotàmia, Armènia i a Bagdad on fou descobert i va haver de fugir al Iemen altre cop refugiant-se a Sanaa; després d'un temps va marxar al Khurasan. Va saber de la mort d'Idris I enverinat per un agent del califa. Després sembla que va estar a Djuzdjan, a Balkh i a Transoxiana i que s'hauria refugiat amb un kagan turc (potser l'afshin d'Ushrusana); quan al-Fadl ibn Yahya al-Barmaki fou enviat a capturar-lo va haver de derrotar a l'afshin; llavors va entrar en contacte amb Sharwin ibn Surkhab, dirigent bawàndida de Firim al Tabaristan al que va demanar asil polític per tres anys, que li fou concedit però Sharwin el va enviar a Djustan, rei de Daylam, que el podia protegir millor i va arribar allí el 791/792 on se li van unir un cert nombre de partidaris procedents de diversos llocs. El 792 va proclamar la revolta.
Yahya va acceptar una amnistia per a ell i 70 partidaris. El califa i al-Fadl li van donar sengles cartes d'amnistia i d'aman. Fou rebut amb honors pel califa i encara que el volia mantenir a Bagdad, va ser autoritzar a fer el pelegrinatge i a visitar a la família a Athyab, prop de Suwayka al Hijaz. El califa va nomenar governador de Medina a dos membres de la família d'al-Zubayr, marcadament anti-alides: Abd Allah ibn Musab ibn Thabit (796-797) i després el seu fill Bakkar (797-809). Bakkar va escriure al califa queixant-se que Yahya actuava com un segon califa i que la població l'estimava i milers de persones viatjaven per visitar-lo, i considerava que planejava una revolta. Finalment Harun al-Rashid el va fer tornar a Bagdad.
El califa va voler fer anul·lar la seva amnistia però els erudits que havien d'estudiar la carta la van declarar inviolable; llavors es va haver de recórrer a un fakih de nom Abu l-Bakhtari Wahb ibn Wahb per declarar-la nul·la. El califa va entregar a Yahya al barmàquida Djafar ibn Yahya ibn Khalid, que havia dit al califa que estava disposat a matar-lo, però després fou convençut per l'alida per deixar-lo escapar, el que va fer amb la condició de passar a territori romà d'Orient, on havia de restar fins a la mort d'Harun al-Rashid. En la fugida Yahya fou capturat a Massisa i portat davant de Muhammad ibn Khalid ibn Barmak que el va reconèixer i es va adonar que els barmàquides corrien perill si se sabia que no era mort i que un d'ells l'havia deixat escapar; així que va informar al califa per mostrar la seva fidelitat i Harun va fer matar Djafar ibn Yahya (802) i va arrestar altres barmàquides als que va confiscar els béns, lliurant-se de córrer aquesta sort només Muhammad ibn Khalid.
Yahya fou entregat a al-Sindhi ibn Shahak, prefecte de policia de Bagdad, que ja havia matat tres anys abans a Musa al-Kazim. Yahya va morir presoner sembla que el 803, segons el seu net Idris ibn Muhammad, de fam i set.